# 2004年アテネオリンピックのノルウェー選手団
2004年アテネオリンピックのノルウェー選手団（2004ねんアテネオリンピックのノルウェーせんしゅだん）は、2004年8月13日から8月29日にかけてギリシャの首都アテネで開催された2004年アテネオリンピックのノルウェー選手団、およびその競技結果。

## 概要
今大会は金メダル5個、銅メダル1個の合計6個のメダルを獲得した。

## メダル
| メダル | 選手名                       | 競技   | 種目                 |
| ------ | ---------------------------- | ------ | -------------------- |
| 金     | アンドレアス・トルキルドセン | 陸上   | 男子やり投           |
| 金     | グン＝リタ・ダーレ           | 自転車 | 女子クロスカントリー |